# Вест Џеферсон (Алабама)
Вест Џеферсон (енгл. West Jefferson) град је у америчкој савезној држави Алабама. По попису становништва из 2010. у њему је живело 338 становника.

## Демографија
Према попису становништва из 2010. у граду је живело 338 становника, што је 6 (1,7%) становника мање него 2000. године.
| Група             | 2000.       | 2010.       |
| Белци             | 343 (99,7%) | 326 (96,4%) |
| Афроамериканци    | 0 (0,0%)    | 4 (1,2%)    |
| Азијати           | 0 (0,0%)    | 0 (0,0%)    |
| Хиспаноамериканци | 0 (0,0%)    | 1 (0,3%)    |
| Укупно            | 344         | 338         |